# Doris de Agostini
Doris de Agostini-Rossetti, švicarska alpska smučarka, * 28. april 1958, Airolo.
Nastopila je na olimpijskih igrah 1976 in 1980, kjer je sedemnajsta in osemnajsta v smuku. Na svetovnih prvenstvih je osvojila bronasto medaljo v smuku leta 1978. V svetovnem pokalu je tekmovala osem sezon med letoma 1976 in 1983 ter dosegla osem zmag in še enajst uvrstitev na stopničke, vse v smuku. V skupnem seštevku svetovnega pokala se je najvišje uvrstila na deseto mesto leta 1983, ko je osvojila tudi smukaški mali kristalni globus.